# Логаритмична скала
Логаритмичната скала е удобен начин за представяне на цифрови данни, които обхващат много широк диапазон от стойности и поради това е трудно да се видят при нормална форма. Тези данни се представят графично и с числа. Логаритмичната скала изобразява логаритъма на дадената физична величина (като основа) вместо самата величина. Нашите сетива (виж закон на Вебер-Фехнер), като усещане за зрение, слух, вкус, всъщност използват логаритмична скала.

## Примери
- Скала на Рихтер, за силата на земетресенията на Земята.
- Децибел